# بنفشه دورگه
بنفشه دورگه (نام علمی: Viola pansy) نام یک گونه از سرده بنفشه است. همچنین به این نوع بنفشه viola pansy نیز می‌گویند که در جهان بیشتر معروف است. در ایران این نوع بنفشه اغلب در مزارع روباز در پاکدشت مرکز گل و گیاه ایران کشت می‌شود و به صورت جعبه ای برای فروش ارسال می‌شود. بنفشه پنسی داری بیست و چهار نوع رنگ گل است و محیط خنک و آفتابی را بیشتر می‌پسندد. این گل در مقابل خشکی مقاوم است و نیاز به آبیاری چندانی ندارد. با توجه به علاقه روزافزون مردم و شهرداری‌ها نسبت به گل بنفشه پنسی تولید این گل در ایران سال به سال در حال افزایش است.